# Monumento Solarius
Chifrudo

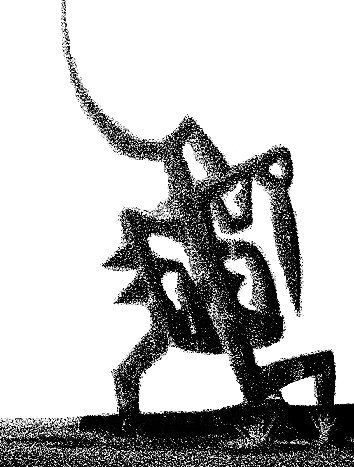
Destaque da silhueta

O Monumento Solarius, popularmente conhecido como Chifrudo, é uma estátua de porte considerável (dezesseis metros de altura) doada pelo governo da França e que se localiza à margem leste da rodovia BR-040, à direita de quem está entrando no Distrito Federal.
Criado e esculpido pelo escultor francês Ange Falchi, o monumento foi idealizado a partir das informações vinculadas pelos noticiários franceses, sobre o movimento de migração dos brasileiros de todas as regiões a fim de construírem a Capital Nacional.
Doado em 1967 pelo Governo Francês ao Governo Brasileiro, em homenagem a construção da nova Capital - Brasília. Simboliza a ocupação territorial do Distrito Federal e representa o esforço de todos os brasileiros no sentido de se construir a Capital Federal. O monumento foi inaugurado em 26 de novembro de 1967 e é também conhecido por Pioneiros Candango.
O Solarius está localizado na região administrativa de Santa Maria, no Distrito Federal. Vindo de Nice, na França, o monumento foi embalado em 7 blocos de aço cortados e transportados para Brasília.
Escultura de aço, ferro com chapas galvanizadas, lã de vidro e produtos plásticos em cores. É considerada o "Símbolo do Pioneiro Indômito, que conquistou a região agreste e pungente do Planalto Central".
Atrás do monumento fica um acesso para o Córrego Saia Velha.